# Bulbucata
Bulbucata è un comune della Romania di 1 451 abitanti, ubicato nel distretto di Giurgiu, nella regione storica della Muntenia.
Il comune è formato dall'unione di 4 villaggi: Bulbucata, Coteni, Făcău, Teișori.